# جيوناثا سبينيسي
جيوناثا سبينيسي (بالإيطالية: Gionatha Spinesi)‏ (9 مارس 1978 ببيزا في إيطاليا - ) هو لاعب كرة قدم إيطالي في مركز الهجوم. شارك مع منتخب إيطاليا تحت 21 سنة لكرة القدم. أما مع النوادي، فقد لعب مع إنتر ميلان ونادي باري ونادي بيزا ونادي كاتانيا ونادي أريتسو وACD Castel di Sangro Cep 1953 ‏ وAS Pescina Valle del Giovenco ‏.

## وصلات خارجية
- جيوناثا سبينيسي على موقع قاعدة بيانات كرة القدم.إي يو (الإنجليزية)
- جيوناثا سبينيسي على موقع عالم كرة القدم.نت (الإنجليزية)